# Шомпол

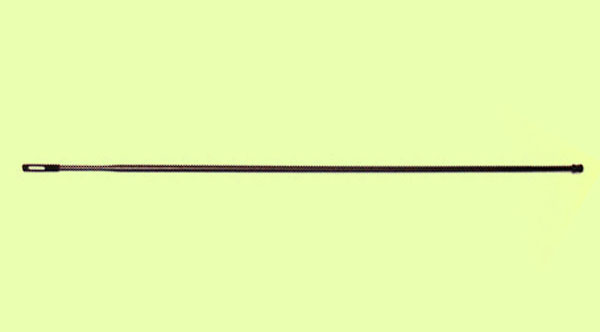
Шомпол калібру 7.62

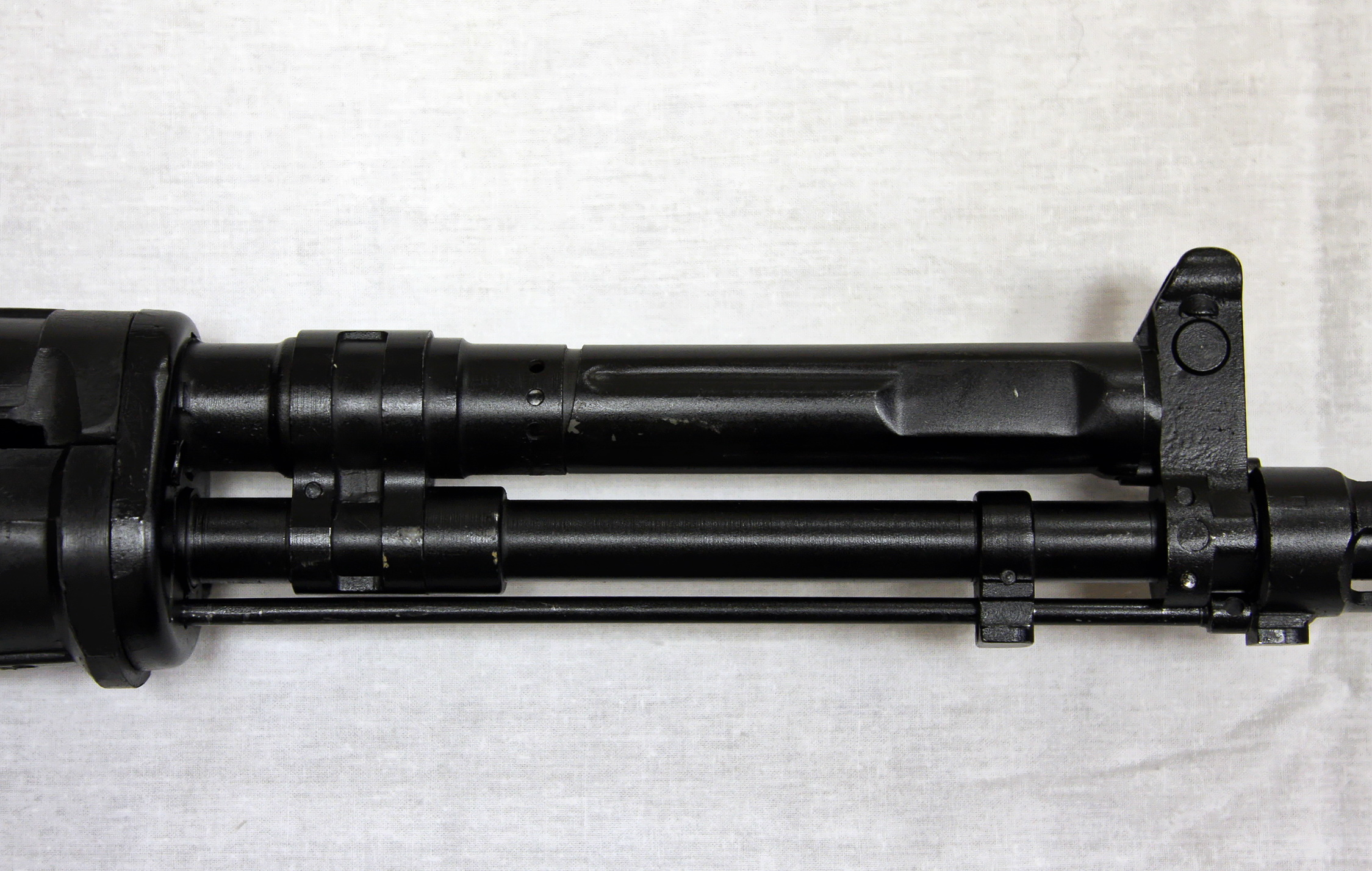
Ствол, газова трубка і шомпол автомата АЕК-971

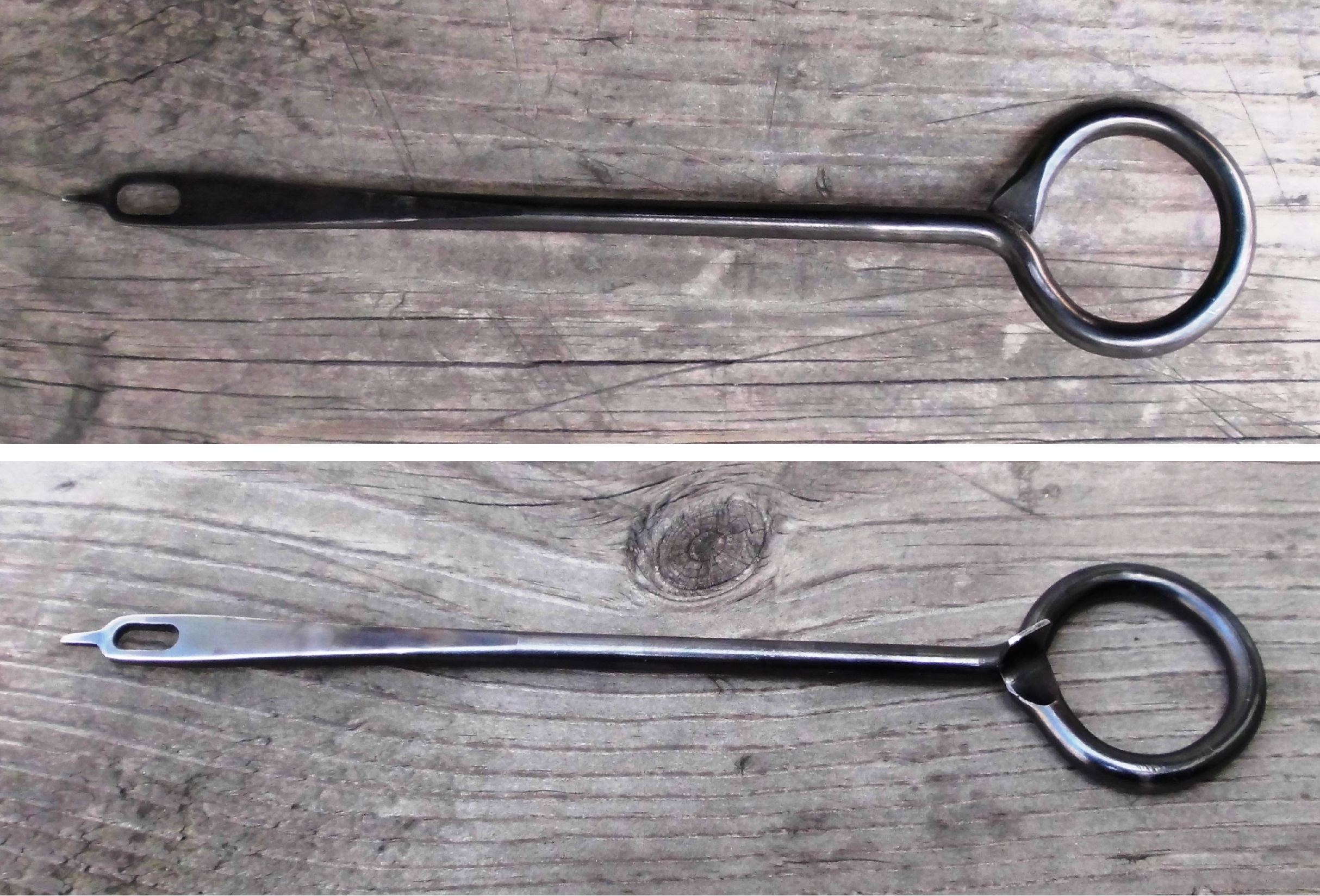
Шомпол-протирка пістолета Макарова

Шо́мпол (від нім. Stempel — «товкач», «пробійник» < stopfen — «забивати, затикати») — металевий, дерев'яний або комбінований стрижень для чищення й змащування каналу ствола та інших частин стрілецької зброї. Зазвичай кріпиться під стволом (гвинтівки, автомати), до ноги сошки (кулемети) або до кобури (пістолети, револьвери). Аналог банника в артилерії.
Шомполи з'явилися тоді, коли рушниці й пістолети ще заряджалися з дула. За допомогою металевого або дерев'яного стрижня стрільці забивали кулю і пиж (пізніше паперовий набій) у ствол, подібно тому як гарматники для цієї ж мети користувалися забивачем.
З впровадженням казеннозарядної зброї шомпол застосовується для доглядання каналу ствола, а також як екстрактор для гільз (у деяких револьверах). Шомполи для довгоствольної зброї можуть складатися з кількох частин, які згвинчуються між собою. Для прочищання каналу на шомпол нагвинчується протирка, для змащування — йоржик.

## Інші значення
- Шомпол — у переносному сенсі означає «удари, покарання такими стрижнями» (їх іноді уживали замість шпіцрутенів):

|  | Тадик ніс відповідальність за військовий порядок — прописував, кому скільки дати шомполів — Григорій Тютюнник, «Вир» |

|  | Нервовий повстанець, виснажений тяжкою долею, очевидно, вже до краю, зірвав сорочку і показав Щорсові сполосовану шомполами спину— Олександр Довженко |

|  | Листоноша знепритомнів після двадцятого шомпола— Юрій Яновський |